# NGC 53
NGC 53 és una galàxia espiral barrada localitzada en la constel·lació del Tucà. Va ser descoberta per John Herschel el 15 de setembre de 1836. La va descriure com "molt feble, petita, estèsa". La galàxia té aproximadament 120,000 anys llum d'ample, la qual cosa la fa gairebé tan gran com la Via Làctia.